# 布格拉西
布格拉西（Bugrasi），是印度北方邦Bulandshahr县的一个城镇。总人口12814（2001年）。

## 人口
该地2001年总人口12814人，其中男性6768人，女性6046人；0—6岁人口2432人，其中男1325人，女1107人；识字率45.32%，其中男性为56.99%，女性为32.25%。